# Głaz narzutowy z Ed

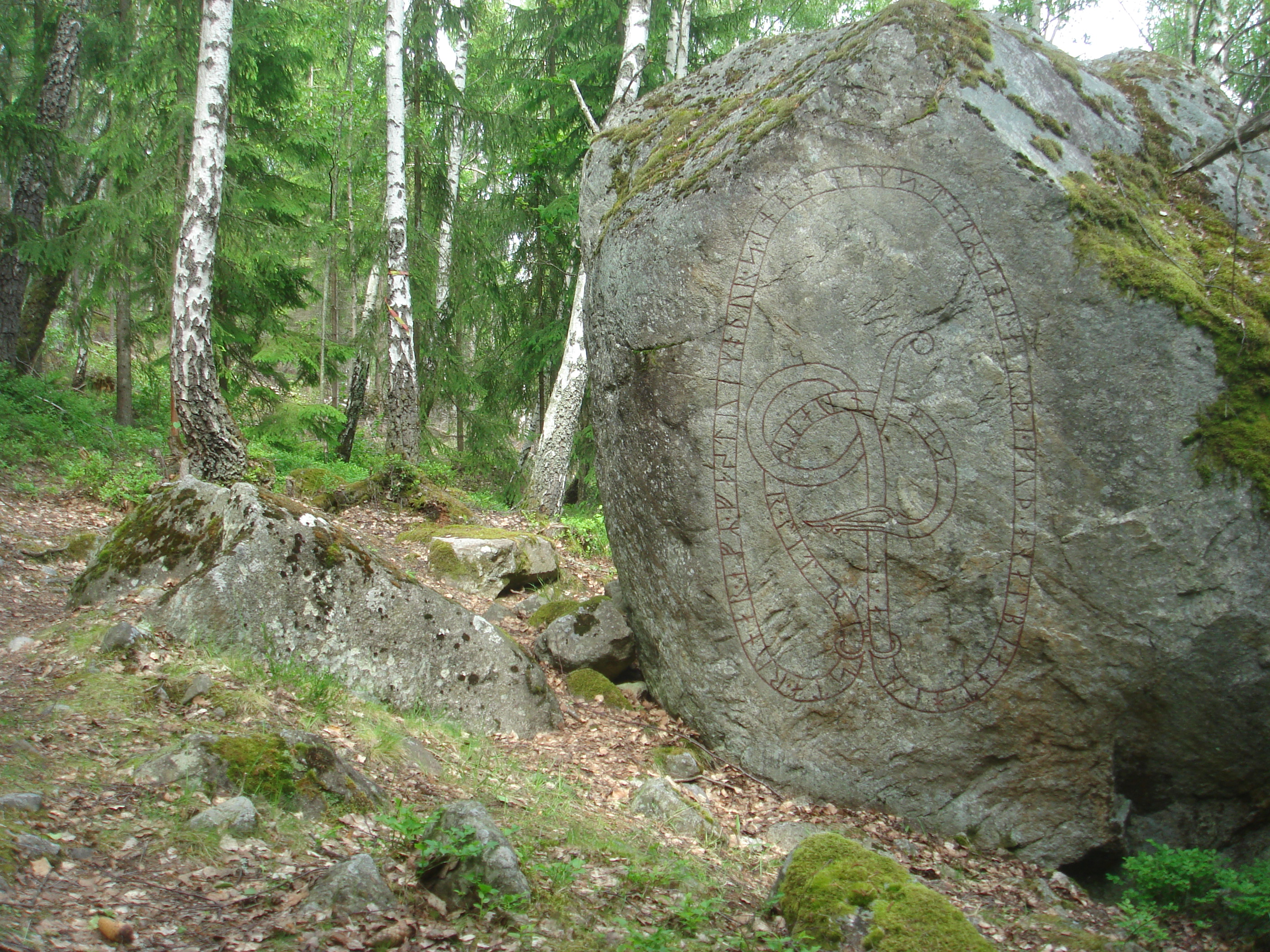
Widok na głaz narzutowy

Głaz narzutowy z Ed (szw. Ed Flyttblocket) – głaz narzutowy położony w lesie przy ścieżce Kyrkstigen w miejscowości Ed, w gminie Upplands Väsby, w regionie Uppland w środkowej Szwecji. Na głazie znajdują się inskrypcje runiczne nr 112 (U 112 A i B).
Kraina historyczna Uppland, gdzie znajduje się głaz, jest jednym z najbogatszych w kamienie runiczne regionów Szwecji, można w niej znaleźć około 1300 inskrypcji. Opisywany głaz narzutowy znajduje się właśnie przy dawnym trakcie (szw. Kyrkstigen), łączącym niegdyś pobliski kościół w Ed i położone na południe od Jeziora Ed (szw. Edssjön) osady.

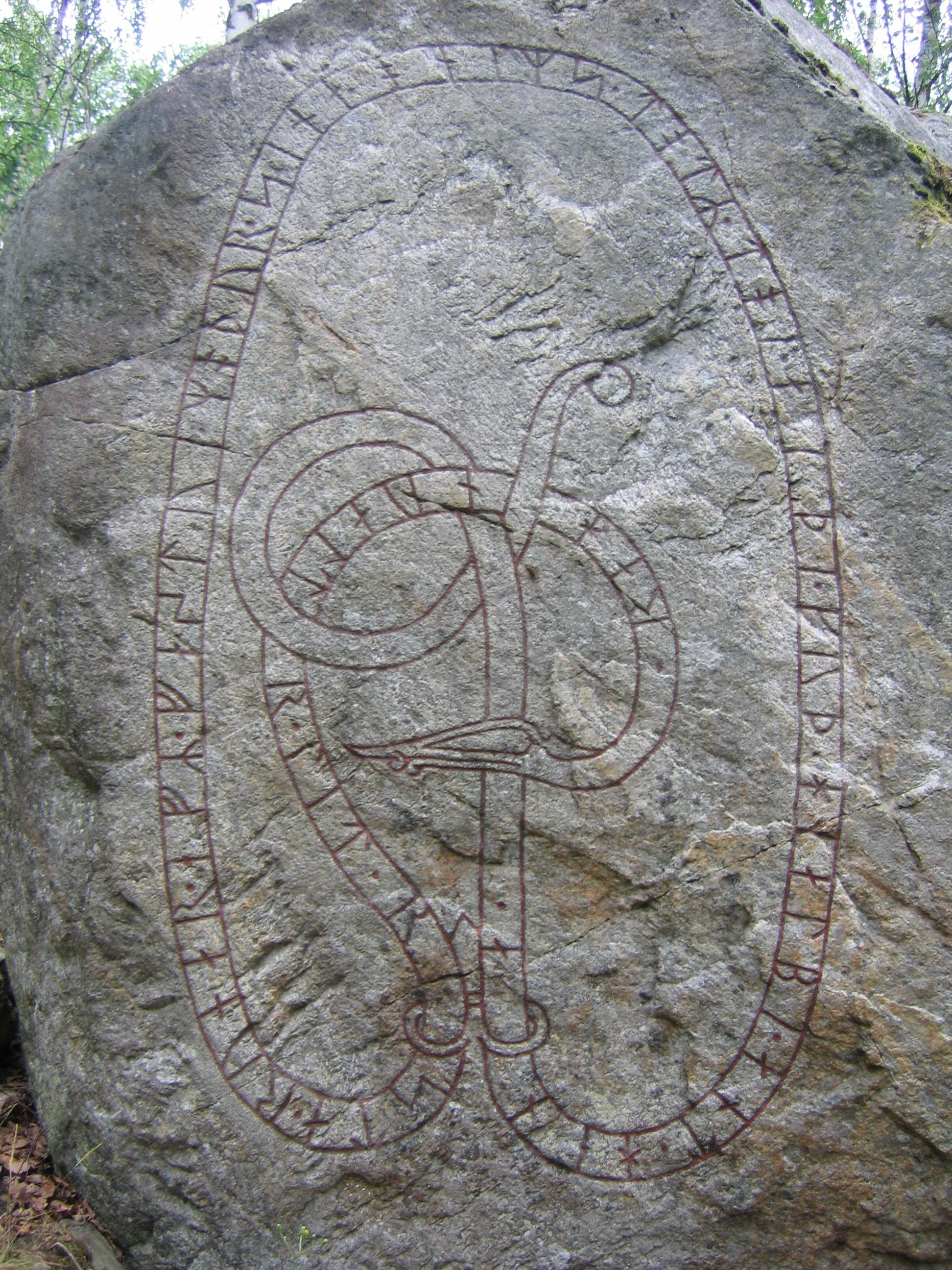
Inskrypcja na stronie południowej głazu

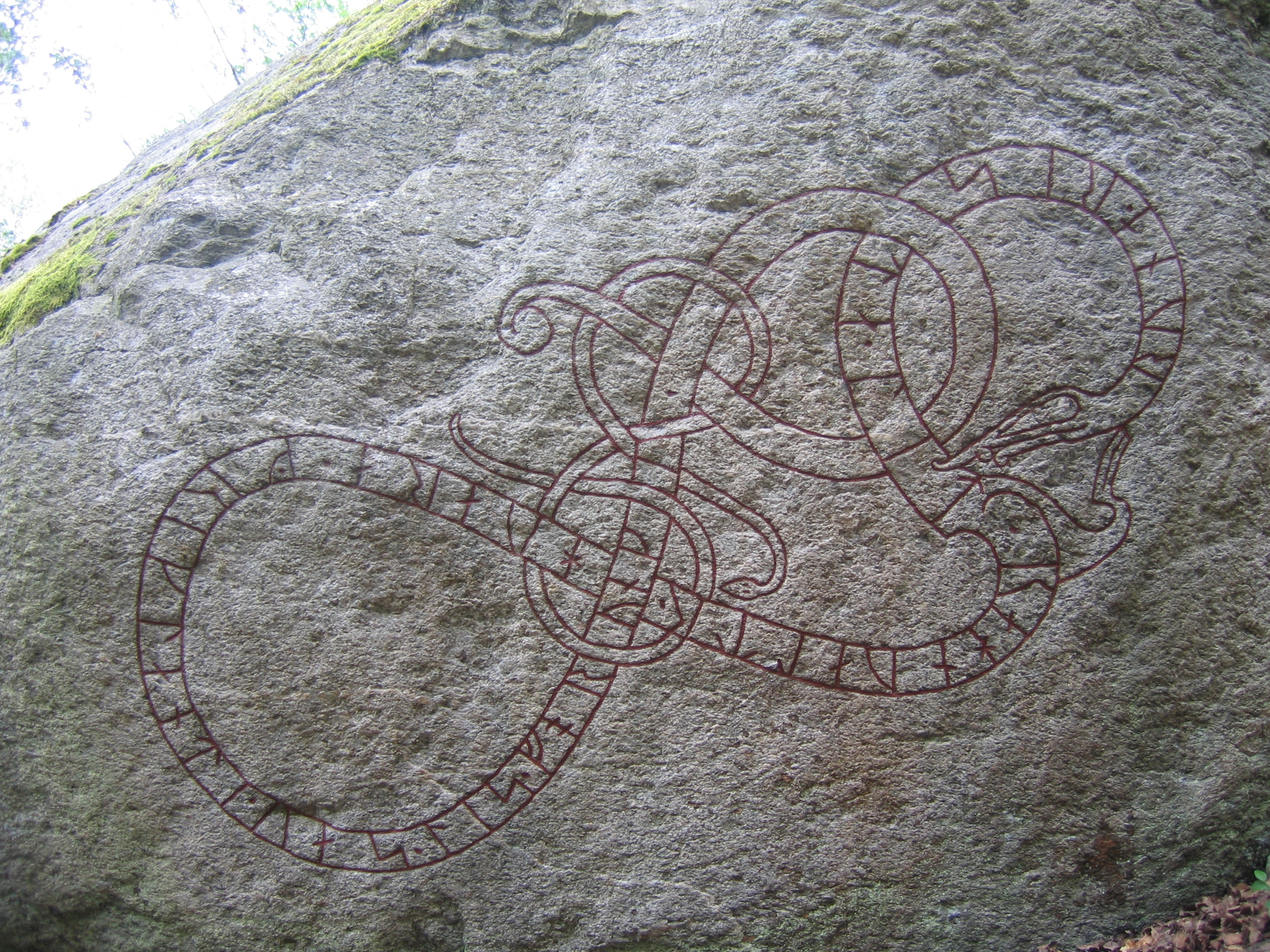
Inskrypcja na stronie zachodniej głazu

Głaz z Ed ma 5 m szerokości, 3 m wysokości i 3–4 m głębokości, a jego obwód liczy 18 m. Na powierzchni głazu umieszczone zostały dwie inskrypcje runiczne. Inskrypcja na stronie zachodniej mierzy 1,91 m szerokości i 0,9 m wysokości, natomiast inskrypcja na stronie południowej – 1,13 m szerokości i 1,92 m wysokości. Zarówno pierwszy, jak i drugi napis, zostały wpisane w figurę węża, a poszczególne litery liczą ok. 8 cm wysokości. Szacuje się, że obie figury zostały wykonane w drugiej połowie XI lub początku XII wieku, czyli w czasach wikingów. Autor inskrypcji pozostaje nieznany. Geometryczne, misternie wykonane figury węży wskazują na inspirację tzw. stylem Urnes, którego nazwa wzięła się od kościoła klepkowego w Urnes w zachodniej Norwegii.
Obie inskrypcje runiczne od dawna wzbudzały zainteresowanie badaczy. W XVI wieku głaz z Ed był obiektem badań dwóch szwedzkich archeologów, Johannesa Bureusa i Martina Aschaneusa. Według tego ostatniego, miejscowa ludność nazywała głaz kamieniem królewskim.
Inskrypcje umieszczono na obu stronach głazu, oznaczone są one przez A (strona południowa) i B (strona zachodnia). Ich treść głosi:
A: * rahnualtr * lit * rista * runar * efR * fastui * moþur * sina * onems * totR * to i * aiþi * kuþ hialbi * ant * hena *
B: runa * rista * lit * rahnualtr * huar a × griklanti * uas * lis * forunki *
co można przetłumaczyć jako:
A: Ragnvald kazał wyryć runy na cześć Fastvi, swojej matki, córki Onima, ona zginęła w Ed. Boże dopomóż jej duszy.
B: Runy kazał wyryć Ragnvald. On był w Grecji, on był wodzem świty wojennej.
Uważa się, że fundatorem inskrypcji był Ragnvald, pochodzący z okolic Ed dowódca gwardii wareskiej, straży przybocznej władcy Bizancjum, jego urzędników lub dowódców. Gwardziści cieszyli się licznymi przywilejami, sławą oraz bogactwem, przez co dawni Skandynawowie chętnie zaciągali się do takiej służby. Powrót z Bizancjum był jednak w tamtych czasach rzadkością. Nie wiadomo, z jakiego powodu Ragnvald walczył do Grecji, ani dlaczego powrócił.
Pewne jest jednak, że po powrocie do rodzinnego gospodarstwa, polecił wyryć inskrypcję na cześć swojej matki, Fastvi. Imię Ragnvald zostało wspomniane także na dwóch innych kamieniach runicznych, U 309 (A) oraz U 310 (B), stworzonych przez tę samą osobę. Nie wiadomo jednak czy chodziło o tę samą postać, ale Ragnvald, ze względu na przynależność do gwardii wareskiej, z pewnością należał do wyższej klasy społecznej.
Ciekawy jest również fakt, iż na inskrypcji pojawia się imię żeńskie. Kamienie runiczne najczęściej wznoszono na cześć mężczyzn, a kobiety w inskrypcjach pojawiają się niezwykle rzadko. Ponadto Fastvi została opisana jako córka Onima, natomiast w ogóle nie wspomniano o jej mężu. Określanie kobiety ze względu na pokrewieństwo z osobą inną niż mąż również było niesłychanie rzadkie.